# Carlos Martín (poeta)
Carlos Martín (Chiquinquirá, 16 de enero de 1914-Tarragona, 13 de diciembre de 2008) fue un abogado, poeta y ensayista colombiano. Fue uno de los integrantes del movimiento Piedra y Cielo.

## Biografía
Carlos Martín nació en Chiquinquirá. Estudió derecho en la Pontificia Universidad Javeriana, Como escritor, su primera publicación fue Territorio amoroso, el cuaderno de Piedra y Cielo, y continuó escribiendo poesía, crítica literaria y haciendo traducciones del francés. Trabajó en las revistas Sábado y Altiplano, y posteriormente fue rector del Liceo Nacional de Varones de Zipaquirá, colegio donde estudió Gabriel García Márquez.
En 1961 se trasladó a Holanda al ganar mediante concurso la cátedra de literatura hispanoamericana en la Universidad de Utrecht. La reina Juliana dictó un decreto nombrándolo profesor vitalicio. Durante largo tiempo trabajó como abogado del Ministerio de Educación de Colombia. También fue abogado de la compañía Shell. De manera paralela, El mantuvo durante 15 años su programa de análisis literario, que se transmitía por la conocida cadena Radio Netherlands.
Entre su valiosa producción se destacan títulos como “Territorio amoroso”, “Travesía terrestre”, “Es la hora”,  “La sombra de los días”, “Epitafio de Piedra y Cielo y otros poemas”, “Hacia el último asombro”,  “El sonido del hombre”, “Vida en amor y poesía”. Murió en Tarragona, España el 13 de diciembre de 2008 a causa de una penosa enfermedad durante su estadía.